# Eugenia chrootrichoides
Eugenia chrootrichoides är en myrtenväxtart som beskrevs av George Richardson Proctor. Eugenia chrootrichoides ingår i släktet Eugenia och familjen myrtenväxter.
Artens utbredningsområde är Jamaica. Inga underarter finns listade i Catalogue of Life.